# 素敵な気分De!
『素敵な気分De!』（すてきなきぶんで）は、1992年10月5日から1993年2月26日までTBS系列局で放送されていたTBS製作のバラエティ番組である。放送時間は毎週月曜 - 金曜 12:00 - 12:55 （日本標準時）。

## 概要
伊集院光が榊原郁恵または大島さと子とのコンビで司会を務めていた平日昼の帯番組。中日新聞などの一部の媒体はタイトルを「素敵な気分DE!」と表記していたが、「De!」が正しい表記である。番宣CMの映像には、榊原が結婚記者会見をしたときのVTRの一部を使用していた。
内容は基本的に視聴者からのハガキがメインで、ゲストに対する質問やファンレターなどを紹介していくというスタイル。曜日ごとに様々なコーナーを設けていた。何でもありが信条のアバウトな番組で、小さなものから大きなものまでハプニングの絶えない番組だった。
当時TBSが所有していた日比谷シャンテのサテライトスタジオから毎日生放送を行っていた。シャンテスタジオの外にはカメラ回線を用意していたため、屋外に出て進めるコーナーも積極的に行っていた。地下スタジオで一般観覧は基本的に無かったが、1992年11月23日放送分では「榊原郁恵復活コンサート」と称してTBSホールからの公開生中継を行った。
放送回数は全100回。うち2回は、皇太子徳仁親王成婚報道番組のために中止になった（欠番扱い）。
オープニングやCM前に流れるジングルはSING LIKE TALKINGが制作したものだった。

## 出演者

### 司会
- 伊集院光
- 榊原郁恵 - 月曜・火曜・木曜に出演。
- 大島さと子 - 月曜・水曜・金曜に出演。

### レギュラー
- 奥貫薫
- ひる丸・かげ丸 - 番組のマスコット犬を務めていた。ひる丸はゴールデン・レトリバーで、開始時は小さな子犬だったが番組が終わる頃にはそれよりも大きく成長していた。

### 曜日レギュラー
- 月曜：稲川淳二
- 火曜：木下多恵子 - 1992年10月から同年12月まで出演。
- 火曜：笠野義典 - 1993年1月から同年2月まで出演。
- 水曜：トニータナカ
- 木曜：フレディ松川
- 金曜：alex - 1992年10月から同年12月まで出演。最終回にはエンディングに顔を出した。

## 基本的な番組構成
- 司会者によるオープニングトーク
- 今日のゲスト紹介
- ゲストトークコーナー
- 曜日別コーナー (1)
- 曜日別コーナー (2)
- エンディング

追加コーナーを除き、最終回まで基本形を崩すことはなかった。1992年12月以降は、ゲストトークコーナーの後に「奥さま雪ダルマクイズ」という、最高賞金32万円が貰える視聴者参加型クイズコーナーもあった。
前期には、ゲストが作ってきたお弁当をスタジオ前で競売にかける「チャリティー弁当」のコーナーがあったが、覆面をした男が乱入するというハプニングがあって打ち切られた。ちなみにこの覆面男は、伊集院とラジオで共演して親交のあった山本太郎である。

### 曜日別コーナー一覧
- 月曜「稲川おばあちゃんの知恵袋」この他にその日限りの視聴者ハガキネタによる突発コーナーが多数。
- 火曜「大泉の母手相占い」「笠野の防犯コーナー」「うちのバカダンナ」（後に「うちのバカファミリー」に変更）
- 水曜「トニータナカのビューティーマジック」「くだらな相談室」「この毛なんの毛」
- 木曜「健康相談」「1トンダイエットクラブ」「絶対許せない！」
- 金曜「プリティーalexミステリアスマジックショー」ほか、さまざまな特集など

## エピソード
伊集院は「秘密兵器」と扱われて本番組に大抜擢されたという。TBSの偉い人からは「長い目で見るから、『笑っていいとも!』だって（人気が出るまでに）時間かかったんだからゆっくりやって」と言われたという。帯番組の司会に決まったことで、ギャラのアップなどを見込んで「家賃2、3倍する所」に引っ越していたと伊集院は話していたが、本番組の視聴率は低迷し、番組が始まってから3か月後にニッポン放送内の喫茶店で打ち合わせ中、伊集院曰く「間違いなくコント赤信号のリーダー（渡辺正行）」の声が聞こえてきて、「昼の帯番組の司会を依頼された」話をしていた（この時渡辺は「あんな不毛地帯、誰がやるか」と言っていたという）ことで、「3か月後にはもう打ち切りが決まっていた」と語っている。
最終回に裏番組である『森田一義アワー 笑っていいとも!』（フジテレビ）の「テレフォンショッキング」に出演したせんだみつおが大島さと子を指名し、生放送中のスタジオに電話がかかるというハプニングがあった。その際、伊集院は「いいとも!」ではなく「わいど!ウオッチャー」と叫んだ。翌週の月曜日に「テレフォンショッキング」に出演した大島は、この番組のノベルティであるトートバッグをお土産に持っていった。伊集院も、約1ヶ月後の3月24日の「テレフォンショッキング」に出演。既に番組が終わっていたはずの当番組から花が贈られていた。また伊集院は、当番組立ち上げの際のエピソードを話し、「テレフォンショッキングには二度と出られなくなるが、「いいとも!」より良い番組にしてタモリを呼ぼうよ」と番組スタッフらが話したものの、皮肉にも1年どころか半年足らずで番組は終わり、テレフォンショッキングに出演する結果となった。
プロデューサーの永田守は、最終回当日の夜に放送されたニッポン放送の『伊集院光のOh!デカナイト』に奥貫薫とともにゲスト出演した。TBSのプロデューサーがニッポン放送の番組に出演するという点では異例の事態であった。
番組のマスコット犬だったひる丸は、トニータナカが引き取った。

## 番組が産んだ副産物
プロデューサーの永田はラジオ制作部に配属されて制作部門に復帰した際、TBSラジオの深夜枠建て直しのため、当時『伊集院光のOh!デカナイト』を打ち切られ、ラジオのレギュラー出演は衛星ラジオ局セント・ギガの『伊集院光の放課後の王様』だけとなっていた伊集院を起用して『伊集院光 深夜の馬鹿力』を開始した。当時伊集院は永田以外にTOKYO FMからもオファーを受けていたが、「絶対禁煙」のTOKYO FMに対し、「禁煙だが黙認する」という永田の発言があり、当時ヘビースモーカーだった伊集院はTBSラジオへの移籍を決意した。